# Saskia Bartusiak
Saskia Bartusiak (ur. 9 września 1982 we Frankfurcie nad Menem) – niemiecka piłkarka występująca na pozycji obrońcy, mistrzyni olimpijska z Rio de Janeiro.  

## Kariera piłkarska

### Kariera klubowa
Wychowanka FV 09 Eschersheim. Karierę rozpoczęła w FSV Frankfurt. W 2005 roku przeniosła się do 1. FFC Frankfurt, z którym w sezonie 2005/2006 zdobyła Pucharu UEFA Kobiet, a w sezonie 2014/2015 Ligę Mistrzyń UEFA. Z tym klubem dwukrotnie wygrała Bundesligę (2006/2007, 2007/2008) oraz czterokrotnie Puchar Niemiec (2006/2007, 2007/2008, 2010/2011, 2013/2014). W 2017 roku zakończyła karierę sportową.  

### Kariera reprezentacyjna
Bartusiak zadebiutowała w reprezentacji Niemiec 29 lipca 2007 w meczu towarzyskim przeciwko Danii. Na mistrzostwach świata w Chinach w 2007 roku wystąpiła w jednym spotkaniu, w wygranym meczu przeciwko Argentynie (11:0), rozgrywając ostatnie 15 minut spotkania. Niemki tryumfowały w turnieju, a krótki występ Bartusiak umożliwił uznanie jej za zdobywczynię złotego medalu.
W 2008 roku znalazła się w kadrze Niemiec na igrzyska olimpijskie w Pekinie, ale nie rozegrała żadnego spotkania. Niemki w tym turnieju, zdobyły brązowy medal. 
W 2009 roku zdobyła Mistrzostwo Europy, występując w 4 spotkaniach. W 2013 powtórzyła sukces, występując we wszystkich, sześciu spotkaniach. 
W 2012 Niemki wygrały organizowany w Portugalii prestiżowy Puchar Algarve. Bartusiak grała w tym turnieju. 
Na igrzyskach olimpijskich w Rio de Janeiro w 2016 roku zdobyła złoty medal rozgrywając wszystkie sześć meczów, strzelając jedną bramkę. Po turnieju ogłosiła zakończenie reprezentacyjnej kariery.  